# Acanthagrion peruvianum
Acanthagrion peruvianum е вид насекомо от семейство Coenagrionidae. Видът е незастрашен от изчезване.

## Разпространение
Разпространен е в Аржентина, Бразилия, Еквадор и Перу.